# Garrard & Co
Pour les articles homonymes, voir Garrard.
 (novembre 2017).
Si vous disposez d'ouvrages ou d'articles de référence ou si vous connaissez des sites web de qualité traitant du thème abordé ici, merci de compléter l'article en donnant les références utiles à sa vérifiabilité et en les liant à la section « Notes et références ».

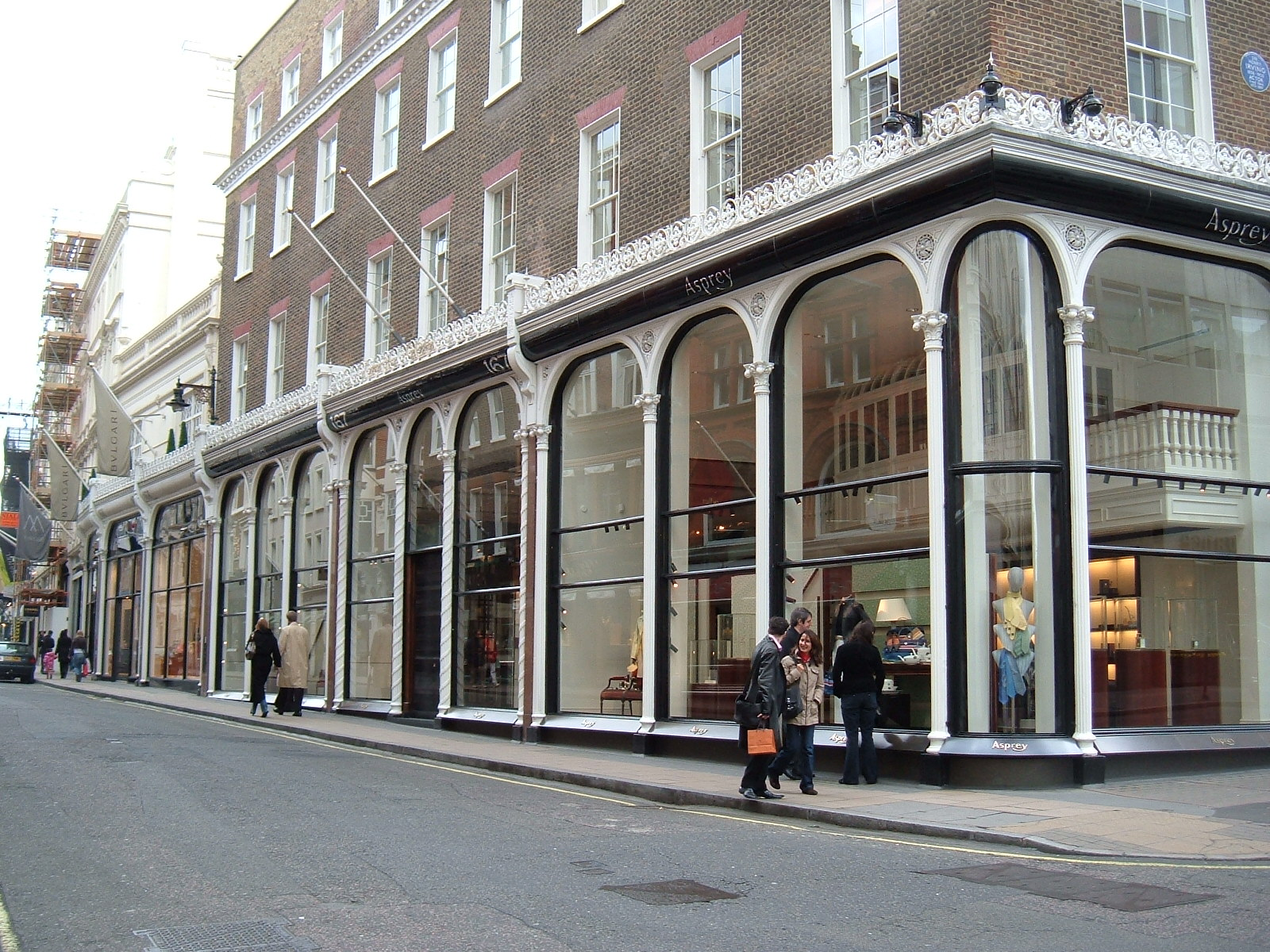
Asprey on Bond Street, London

Garrard & Co (anciennement Asprey & Garrard) est une compagnie de joaillerie et orfèvrerie de luxe fondée à Londres en 1722 à Londres, par George Wickes. 
Son siège est présentement situé Albemarle Street à Londres et comporte des places d'affaires un peu partout dans le monde : Beverly Hills, New York, Tokyo, Osaka, Dubaï, Moscou et Hong Kong. Elle fut le joaillier officiel de la Couronne britannique chargée d'entretenir les joyaux de la Couronne britannique, de 1843 à 2007. 